# Йютербог
Йютербог (также Ютербог, нем. Jüterbog) — город в Германии, в земле Бранденбург.
Входит в состав района Тельтов-Флеминг. Занимает площадь 175,68 км². Официальный код — 12 0 72 169.

## Население
| Год  | Численность | Численность |
| ---- | ----------- | ----------- |
| 1990 | 15 065      | [ 1 ]       |
| 2000 | 13 875      | [ 1 ]       |
| 2010 | 12 668      | [ 2 ]       |
| 2020 | 12 423      | [ 3 ]       |
| 2021 | 12 382      | [ 4 ]       |
| 2022 | 12 612      | [ 5 ]       |
| 2023 | 12 661      | [ 6 ]       |

## Название города
Имя города происходит от имени славянского бога «Утробог». Впервые в источниках это название встречается у знаменитого датского историка XII века Саксона Грамматика в его 16-томном монументальном труде «Деяния данов», где он описывает все современные ему известные вендские храмовые комплексы (Аркона, Ретра). Имя Утробога считается идентичным древнеримскому Юпитеру и скандинавскому Тору. Как и Тора, Утрабога постоянно сопровождает повозка с двумя козлами. Отсюда и Ютербогский герб. В описании храма Саксоном Грамматиком характерно отсутствие изображения и лика Утробога, а упоминаются лишь знаки присутствия первого солнечного луча. Аналогов подобному храму на сегодняшний день неизвестно. Ютербог не является в мировом масштабе уникальным городом, сохранившим, несмотря на германскую ассимиляцию, первоначальное славянское имя, однако в условиях Германии второй корень «бог» является исключительным. По другим версиям название города произошло от средне-одерского диалекта древненижненемецкого языка: jutha(ng)er (молодой) + bock (козёл) — козлёнок.

### Группа советских войск в Германии
Во времена Варшавского договора Ютербогский гарнизон был один из самых крупных в ГДР. Гарнизон базировался на месте прежних казарм Люфтваффе. Среди военнослужащих ходили легенды о законсервированном и затопленном авиационном заводе, который через 2 часа после расконсервации мог производить авиационную технику. Имелся большой полигон, аэродром. В офицерском городке было две средние школы.

## Достопримечательности
Город окружён средневековой стеной с тремя выходами и барбаканами. В Ютербоге есть две протестантские церкви, одна из них — готический собор Святого Николая. Также в городе расположены: католическая церковь, площадь старого города со статуей Св. Маврикия (Занкт-Мориц) XVI века и современная школа. В сельской местности рядом с городом выращивается виноград.
Циннское аббатство, цистерцианский монастырь, основанный в 1170 году, находится примерно в 4 км к северу от городка.

## Фотографии

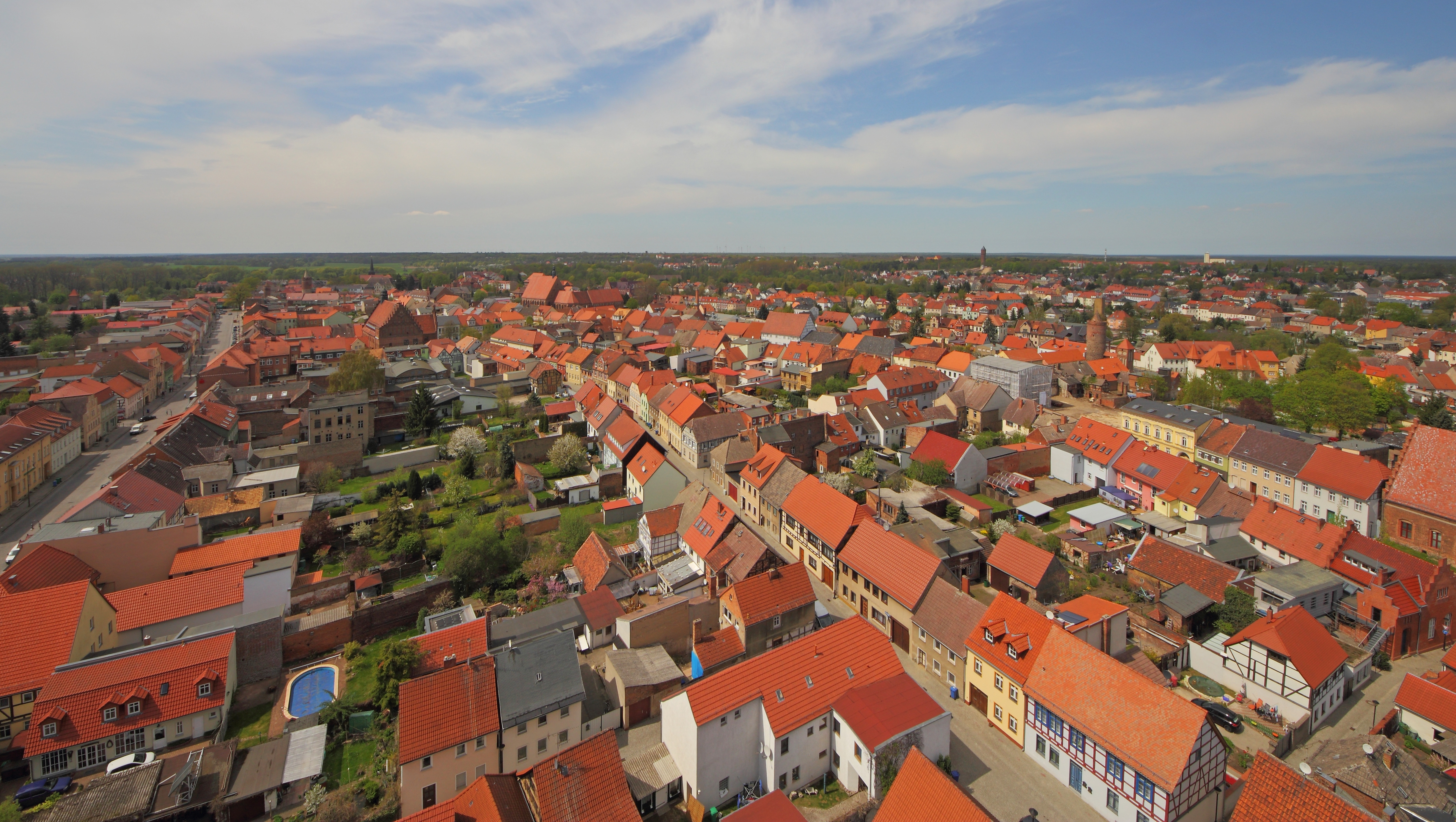
Вид на центр города с колокольни церкви св. Николая
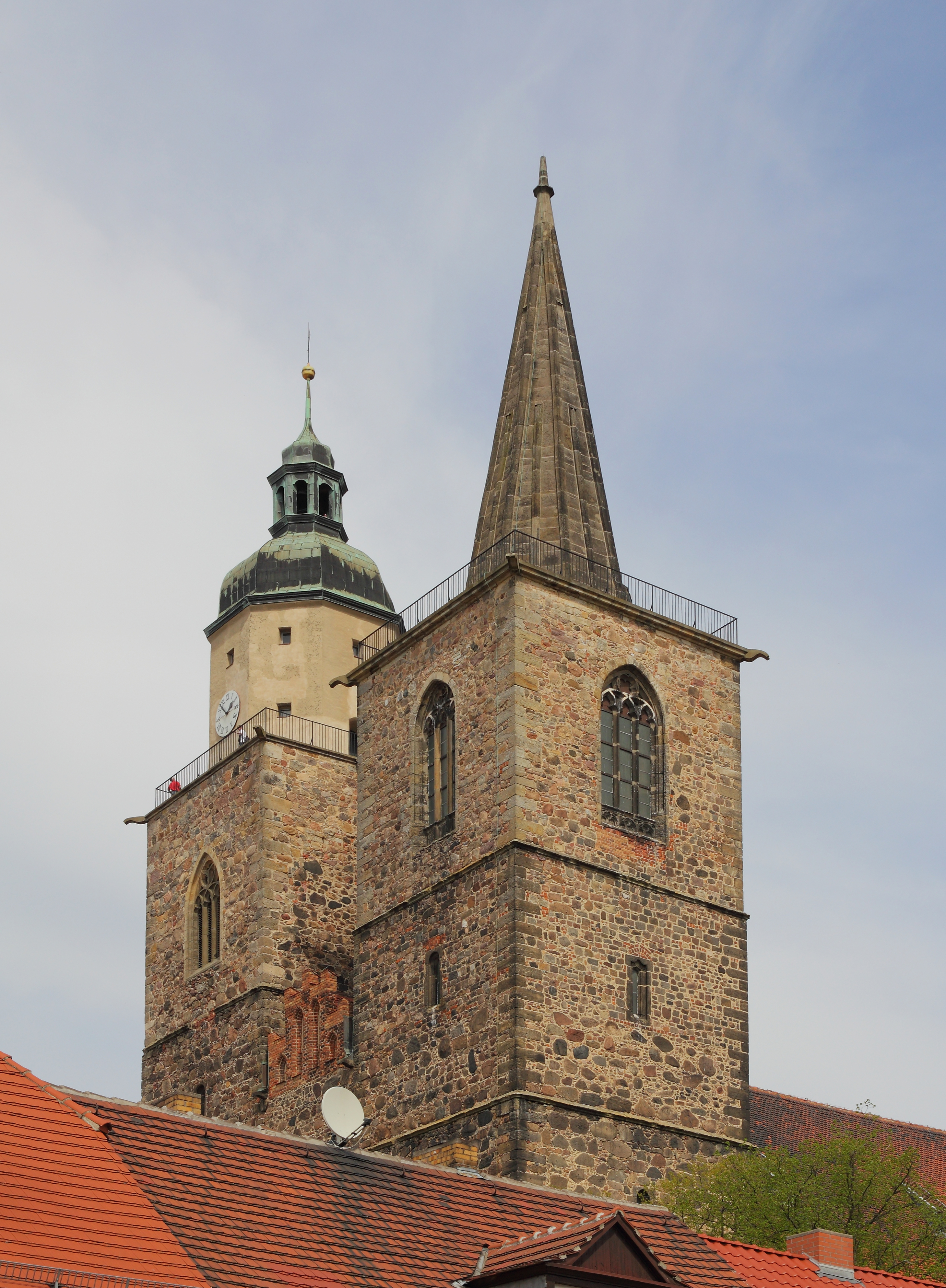
Церковь св. Николая
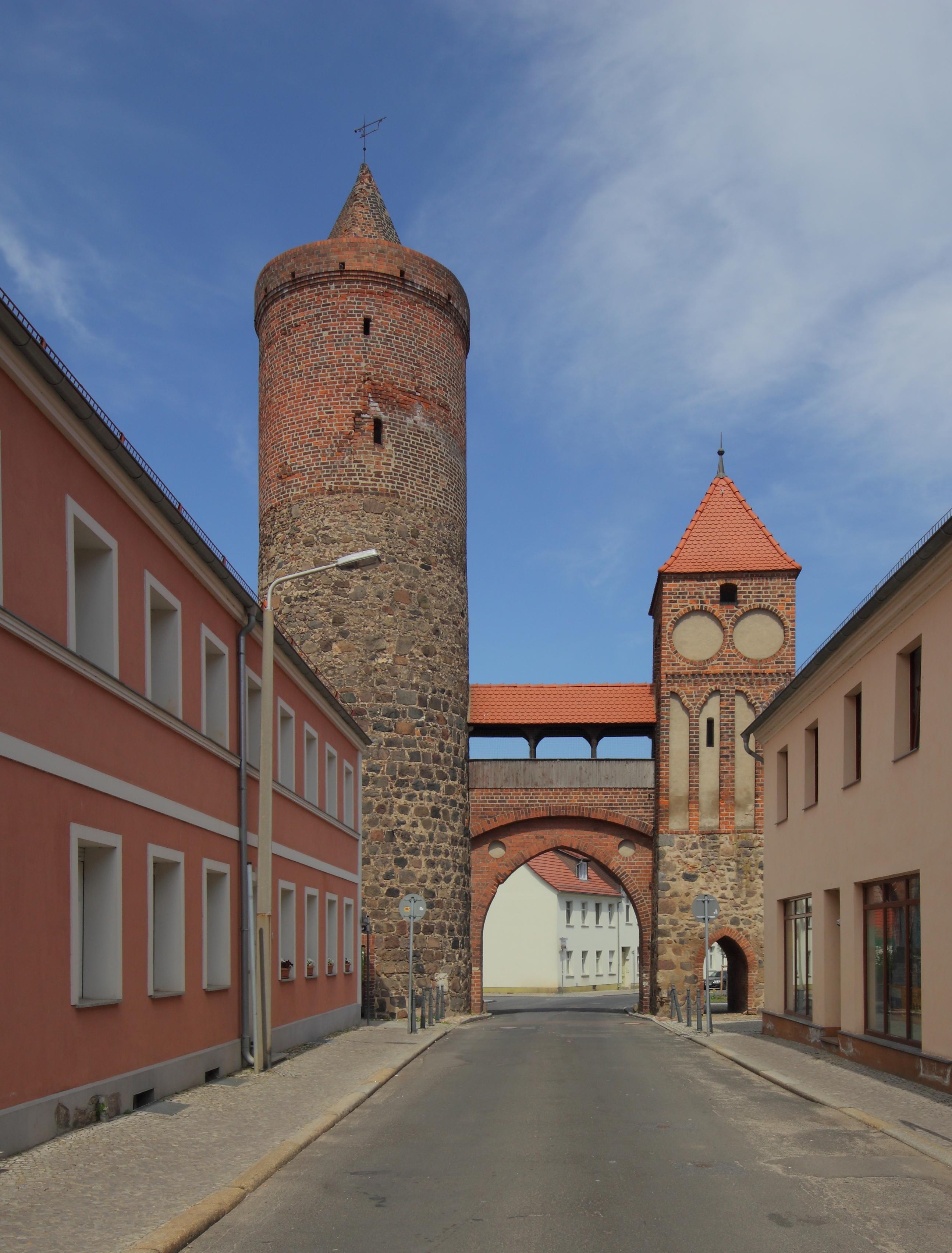
Городские ворота с башнями
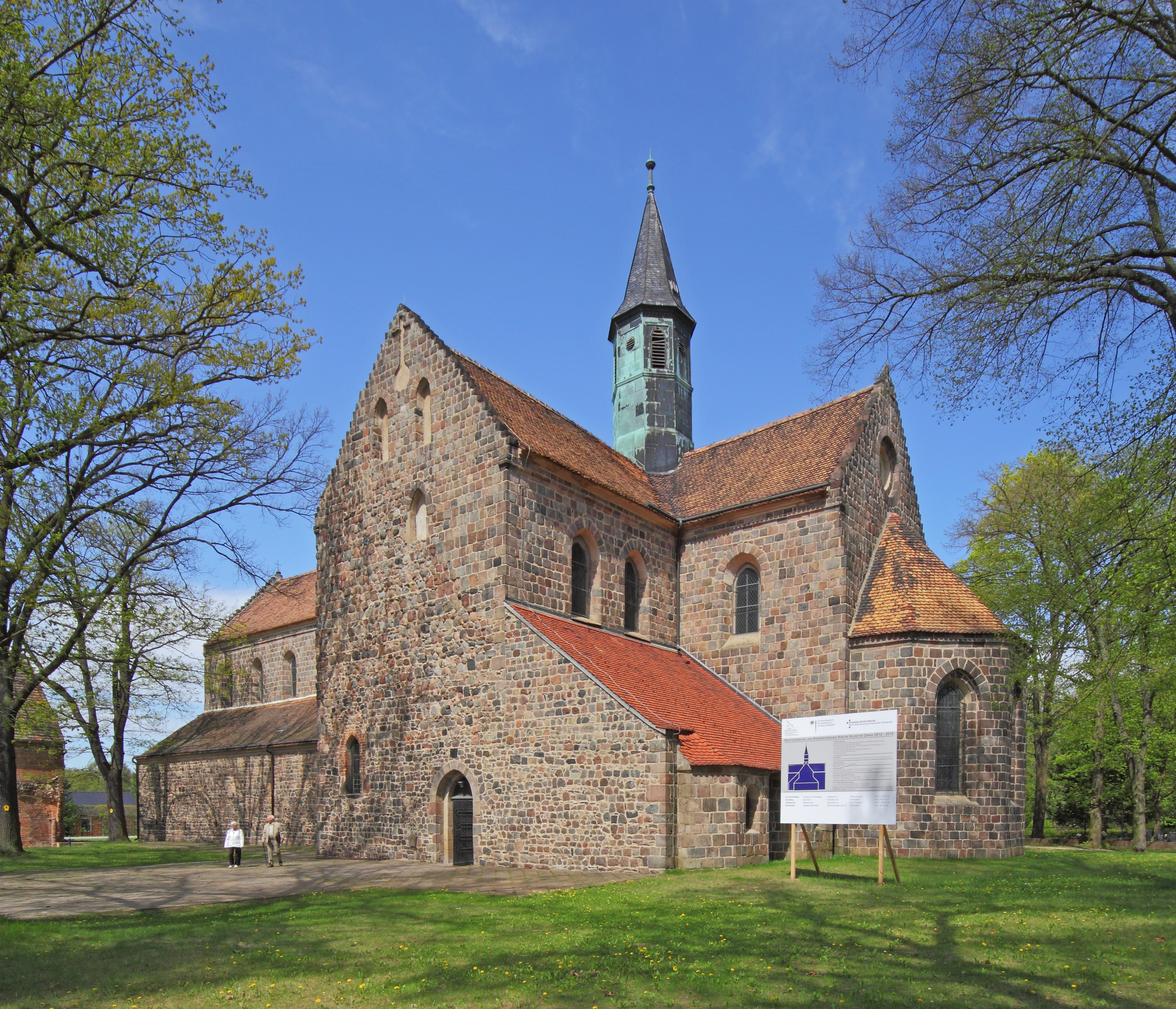
Церковь Циннского аббатства
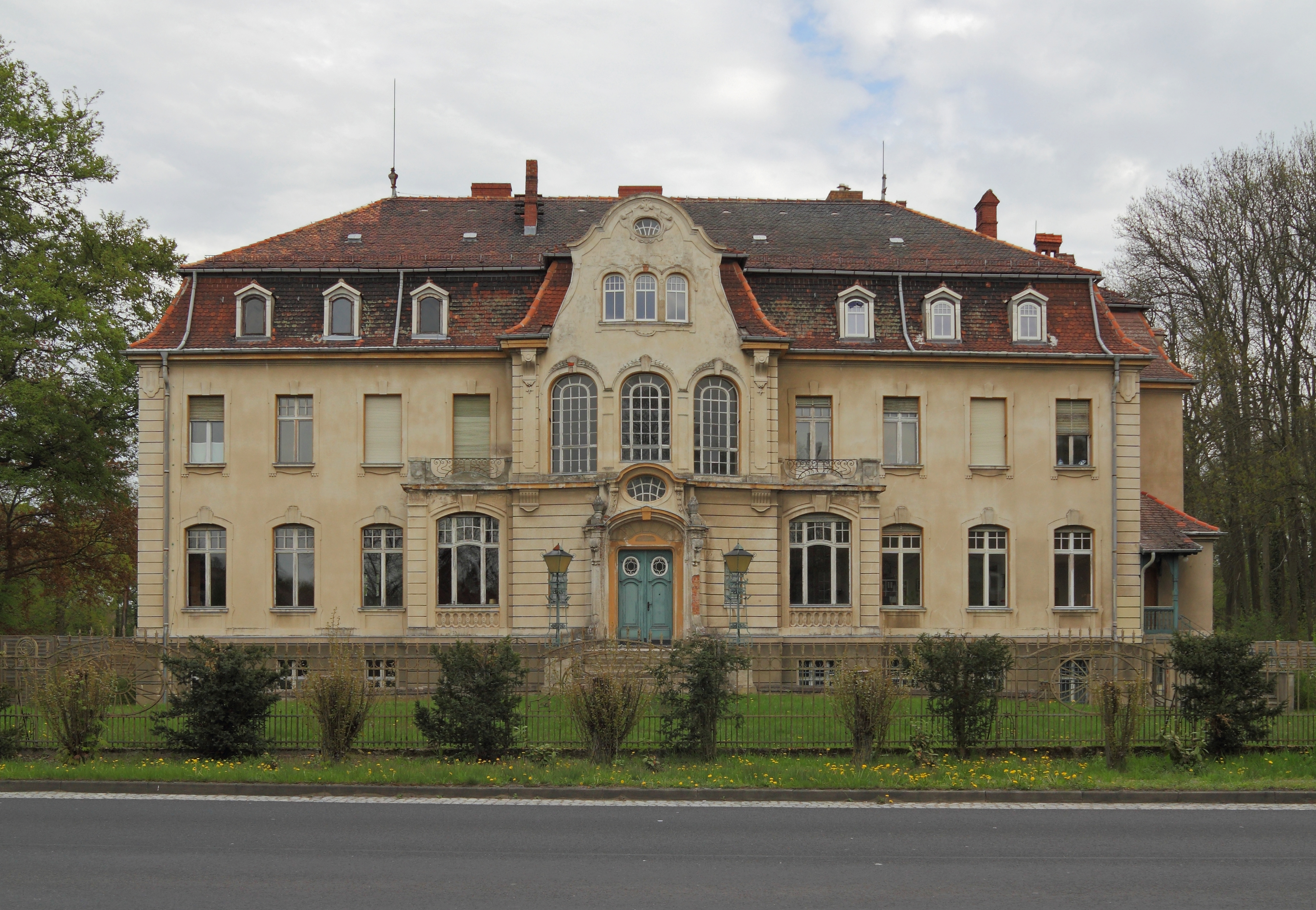
Усадьба Кальтенхаузен